# Лув'єруаз
Королівська спортивна асоціація Лув'єруаз (фр. Royale Association athlétique louviéroise) — колишній бельгійський футбольний клуб з Ла-Лув'єра, що існував у 1913—2009 роках. Виступав у Лізі Жупіле. Домашні матчі приймав на стадіоні «Стад де Тіволі», місткістю 12 500 глядачів.

## Статистика виступів у вищому дивізіоні
Клуб дебютував у Першому дивізіоні 1975/76, фінішувавши 14-м і відразу вилетівши назад до Другого дивізіону. Повернення в 1977/78 дало 15-те місце, а в 1978/79 — 17-те місце й знову вильоти в нижчі ліги. 
На початку «нульових» «Лув'єруаз» провів шість підряд сезонів у Першому дивізіоні: від 2000/01 до 2005/06. Найвищим стало 7-ме місце в 2004–05, найнижчим — 18-те в 2005/06, після якого команда остаточно покинула еліту. 
| Сезон   | Місце | І  | В  | Н  | П  | ЗМ | ПМ | О  |
| ------- | ----- | -- | -- | -- | -- | -- | -- | -- |
| 1975–76 | 14    | 36 | 7  | 16 | 13 | 42 | 59 | 30 |
| 1977–78 | 15    | 34 | 9  | 7  | 18 | 29 | 63 | 25 |
| 1978–79 | 17    | 34 | 8  | 8  | 18 | 45 | 79 | 24 |
| 2000–01 | 15    | 34 | 6  | 12 | 16 | 32 | 56 | 30 |
| 2001–02 | 11    | 34 | 12 | 8  | 14 | 41 | 52 | 44 |
| 2002–03 | 15    | 32 | 7  | 9  | 16 | 34 | 44 | 30 |
| 2003–04 | 8     | 34 | 10 | 14 | 10 | 45 | 46 | 44 |
| 2004–05 | 7     | 34 | 12 | 8  | 14 | 43 | 43 | 44 |
| 2005–06 | 18    | 34 | 4  | 14 | 16 | 26 | 56 | 26 |

## Досягнення
- Кубок Бельгії
  - Володар: 2002–03
- Суперкубок Бельгії
  - Фіналіст: 2003.